# 御坊祭
御坊祭（ごぼうまつり）は和歌山県御坊市薗新町に鎮座する小竹八幡宮の例大祭。
毎年10月4日宵宮、5日本宮の祭礼日固定で催行されており、古くから「人を見たけりゃ御坊祭」と言われるほどの日高地方最大の祭礼である。

## 概要
祭礼様式は八幡宮放生會の流れを汲む「奴祭」で、祭装束も奴襦袢に腰巻姿で行われる。
現在、10組の氏子組のうち9つの組が奉納行事に参加し、神賑行事として獅子舞・奴踊等を奉納する。また、余興奉納で「四つ太鼓」と呼ばれる太鼓台が登場し、「乗り子」と呼ばれる、歌舞伎の隈取りと同様の厚化粧をした少年4名が乗り込み、太鼓を曲芸的に叩く。

## 宵宮
宵宮は傘揃え式とも呼ばれ、各組が所有する傘鉾が小竹八幡宮の境内に並べられる。
午前中は各組が地区内を巡行し、正午より中組から順に春日組まで宮入が行われる。御坊町は日高別院にて奉納を行うため宮入は行わない。
夜は県道185号線にて若連行事と呼ばれる各組四つ太鼓のみが参加するパレードが行われる。これは祭礼そのものとは無関係の余興行事である。

## 本宮
朝から神輿渡御が行われ、神社を出立した神輿は美浜町にある御旅所を経て、市内を巡行する。
神輿一行は正午には神社に帰着し、午後3時より各組の宮入が行われる。この日は宵宮と異なり、獅子舞や踊りは境内にて奉納を行うが、四つ太鼓は境内に入らず神社前の広場にて担がれ続ける。
宮入は各組1時間の持ち時間であり、最終組が終わるのは日付が変わる頃となる。宮入では、境内にて奉納を終えた連中を広場に出すことにより宮入が終了してしまうため、祭りを続けたい四つ太鼓の担ぎ手達がそれを防ごうと進路を妨害する。そのため宮入時間がしばしば伸び、終了が午前4時という年もあったが、近年は各参加者の自覚のもと、持ち時間の厳守に努めている。

## 同様の祭
御坊、日高地方は10月に祭礼が集中する。御坊祭と同じように四つ太鼓や屋台、幟などが登場するが、各祭礼同士のつながりは希薄である。
- 10月2日：印南祭（印南町）
- 10月第2日曜：笑い祭（日高川町）
- 10月第2日曜：富安祭（御坊市）
- 10月第2日曜：森祭（御坊市）
- 10月第2日曜：稲原祭（印南町）
- 10月第3日曜：吉原祭（美浜町）
- 10月第3日曜：塩屋祭（御坊市）
- 10月第3日曜：由良祭（由良町）
- 10月第3日曜：熊野祭（御坊市）
- 10月第4日曜：和田祭（美浜町）

## その他
- 2019年10月5日に実施された御坊祭で、指定暴力団・神戸山口組の中核組である山健組の組長が寄贈し、幟にこの組長の名前が掲げられた。地元警察は、好ましくないとしつつ、個人としての寄贈なら取締りが難しいと及び腰な姿勢をとっており、警察や祭の関係者の対応が疑問視されている[1]。
- 2020年から2022年まで、新型コロナウイルス流行の影響で神事のみが執り行われ、神賑行事は中止となった。